# Пенчицы (Дятловский район)
Пе́нчицы (бел. Пенчыцы) — деревня в Дятловском сельсовете Дятловского района Гродненской области Республики Беларусь. По переписи населения 2009 года в Пенчицах проживало 77 человек.

## География
Пенчицы расположены в 11 км к северо-востоку от Дятлово, 151 км от Гродно, 20 км от железнодорожной станции Новоельня.

## История
В 1880 году Пенчицы (Пинчицы) — деревня в Дятловской волости Слонимского уезда Гродненской губернии (256 жителей).
Согласно переписи населения 1897 года в Пенчицах насчитывалось 19 дворов, проживало 154 человека. В 1905 году — 332 жителя.
В 1921—1939 годах Пенчицы находились в составе межвоенной Польской Республики. В сентябре 1939 года Пенчицы вошли в состав БССР.
В 1996 году Пенчицы входили в состав колхоза «Россия». В деревне насчитывалось 63 хозяйства, проживало 138 человек.